# Soiture
La soiture est une ancienne unité de mesure de superficie agraire dérivée de la jugère antique en Burgundie mérovingienne. Elle correspondait à la surface équivalente de pré qu'un homme peut faucher en une matinée ou journée de fauche, notamment en Franche-Comté et en Bourgogne. Selon les lieux ou la difficulté du relief, cette mesure d'arpentage des prés oscille entre 22,85 ares (soiture morvandelle) à 34,28 ares (grande soiture des plateaux).
Le journal de Besançon, dénommé également soiture, vaut 35,63 ares.